# Amphiagrion saucium
Amphiagrion saucium är en trollsländeart som först beskrevs av Hermann Burmeister 1839.  Amphiagrion saucium ingår i släktet Amphiagrion och familjen dammflicksländor. IUCN kategoriserar arten globalt som livskraftig. Inga underarter finns listade i Catalogue of Life.

## Bildgalleri

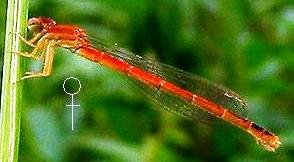